# Il giovane Montalbano
Il giovane Montalbano è una serie televisiva italiana prodotta dal 2012 al 2015 e trasmessa da Rai 1.
È il prequel de Il commissario Montalbano in quanto vede protagonista un Salvo Montalbano in giovane età. La serie è firmata da Andrea Camilleri e Francesco Bruni ed è tratta da alcune raccolte della serie letteraria di Montalbano.

## Trama
Sicilia, primi anni 90 del XX secolo. Un giovane Salvo Montalbano, appena divenuto commissario a Vigata, comincia le sue prime indagini. Nonostante l'età, Salvo già dimostra abilità nel risolvere misteri all'apparenza molto complicati anche se il talento nel lavoro, in cui si getta a capofitto, fa da contraltare alle sue relazioni con le persone che gli sono intorno, verso cui è ancora schivo e diffidente. 

### Prima stagione
Salvo è il poco più che trentenne vice commissario relegato tra le montagne sicule, luogo che non gradisce per via della lontananza dal mare. È fidanzato con Mery, insegnante catanese con cui vive una complicata relazione a distanza destinata presto a concludersi. La promozione a commissario lo fa tornare a Vigata, cittadina dove Montalbano aveva già vissuto da bambino negli anni successivi alla morte della madre. Qui conosce i suoi nuovi colleghi tra cui Carmine Fazio, esperto ispettore che lo aiuta a inserirsi nella nuova realtà, Agatino Catarella, simpatico e imbranato poliziotto, il giovane Giuseppe Fazio, figlio di Carmine e desideroso di seguire le orme paterne, e Mimì Augello, con cui inizialmente non c'è simpatia. La nuova realtà lo riporta inoltre a stretto contatto con suo padre, produttore di vino, con cui ha da tempo un difficile rapporto.

### Seconda stagione
Con il passare del tempo Montalbano è riuscito a costruire un affiatato gruppo con i colleghi Giuseppe Fazio, Catarella e soprattutto con Mimì Augello, comprendendo ogni giorno sempre più le dinamiche criminali dell'isola anche grazie a Carmine Fazio, ormai in pensione, che di tanto in tanto è pronto a consigliarlo nelle sue indagini. Sul piano personale ha parzialmente riallacciato i legami con il padre e porta avanti una solida relazione con Livia Burlando, architetto genovese conosciuta nei mesi precedenti e con cui è in procinto di convolare a nozze, nonostante Salvo non resti indifferente a Stella, direttrice della banca cittadina con cui nasce un reciproco sentimento.

## Episodi
| Stagione         | Episodi | Prima TV |
| ---------------- | ------- | -------- |
| Prima stagione   | 6       | 2012     |
| Seconda stagione | 6       | 2015     |

## Personaggi e interpreti
- Salvo Montalbano (stagioni 1-2), interpretato da Michele Riondino.
È il protagonista della serie, un giovane vice commissario già abile nel risolvere le indagini, ma talvolta inesperto e troppo irruente. La promozione a commissario lo riporta a Vigata, città dove ha trascorso l'infanzia.
- Domenico "Mimì" Augello (stagioni 1-2), interpretato da Alessio Vassallo.
È il nuovo vice commissario di Vigata. Fin troppo sensibile al fascino femminile, inizialmente non corre buon sangue con Montalbano e addirittura i due si contendono l'amore di Livia.
- Carmine Fazio (stagioni 1-2), interpretato da Andrea Tidona.
È il padre di Giuseppe Fazio ed esperto collega di Montalbano. Aiuta il giovane commissario a inserirsi nel suo nuovo commissariato.
- Agatino Catarella (stagioni 1-2), interpretato da Fabrizio Pizzuto.
È un poliziotto, anch'egli appena assegnato a Vigata, già imbranato e pasticcione. Risponde al centralino del commissariato e smista le telefonate in ingresso.
- Giuseppe Fazio (stagioni 1-2), interpretato da Beniamino Marcone.
È il figlio di Carmine Fazio, anche lui entrato in Polizia. Diventa presto uno dei colleghi più fidati del commissario Montalbano.
- Livia Burlando (stagioni 1-2), interpretata da Sarah Felberbaum.
È la ragazza di cui Montalbano s'innamora dopo la fine della storia con Mery.
- Il padre di Montalbano (stagioni 1-2), interpretato da Adriano Chiaramida.
È il padre del commissario. È vedovo, e non ha un buon rapporto col figlio. Possiede un'azienda vinicola vicino a Vigata.
- Salvatore Gallo (stagioni 1-2), interpretato da Maurilio Leto.
È un agente del commissariato di Vigata. Si vanta di essere un ottimo guidatore della Volante.
- Pietro Paternò (stagioni 1-2), interpretato da Alessio Piazza.
È un agente del commissariato di Vigata.
- Dottor Pasquano (stagioni 1-2), interpretato da Giuseppe Santostefano.
È il medico legale di Vigata. Lui e Montalbano non si trovano in simpatia e non perdono occasione per punzecchiarsi e prendersi in giro.
- Nicolò Zito (stagioni 1-2), interpretato da Carmelo Galati.
È un giornalista della televisione locale Rete Libera. Montalbano capisce presto che il giornalista può essergli d'aiuto in alcune sue indagini e stabilisce subito con lui una bella amicizia.
- Questore Alabiso (stagioni 1-2), interpretato da Massimo De Rossi.
È il questore di Montelusa.
- Gegé Gullotta (stagione 1), interpretato da Massimiliano Davoli.
È un vecchio amico d'infanzia del commissario.
- Calogero (stagioni 1-2), interpretato da Luciano Messina.
È un amico di Montalbano, proprietario di un ristorante in cui il commissario va sempre a mangiare.
- Stella Parenti (stagione 2), interpretata da Serena Iansiti.
È la direttrice della banca di Vigata.

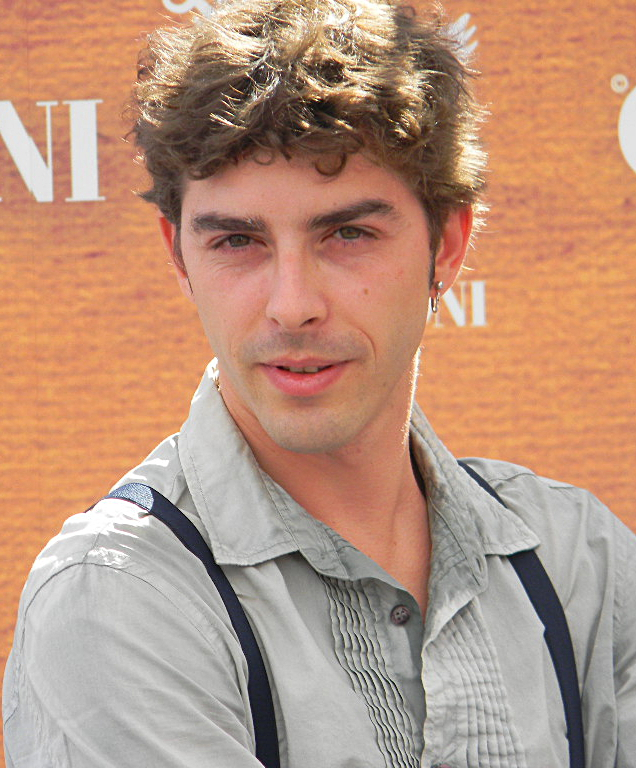
Michele Riondino interpreta Salvo Montalbano
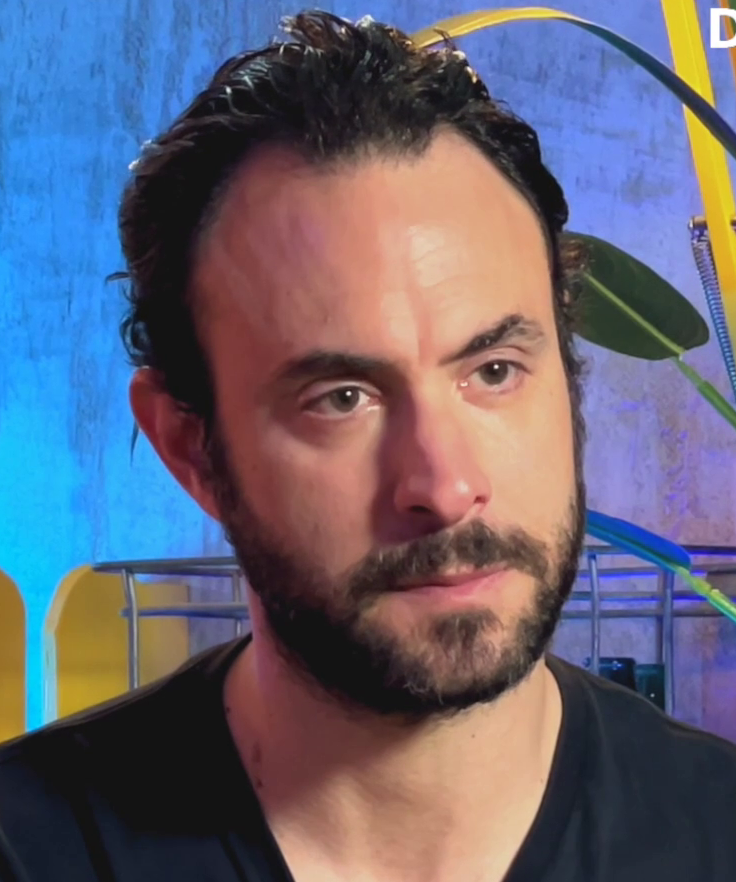
Alessio Vassallo interpreta Mimì Augello
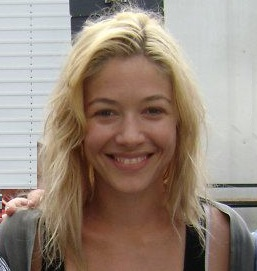
Sarah Felberbaum interpreta Livia Burlando

## Produzione

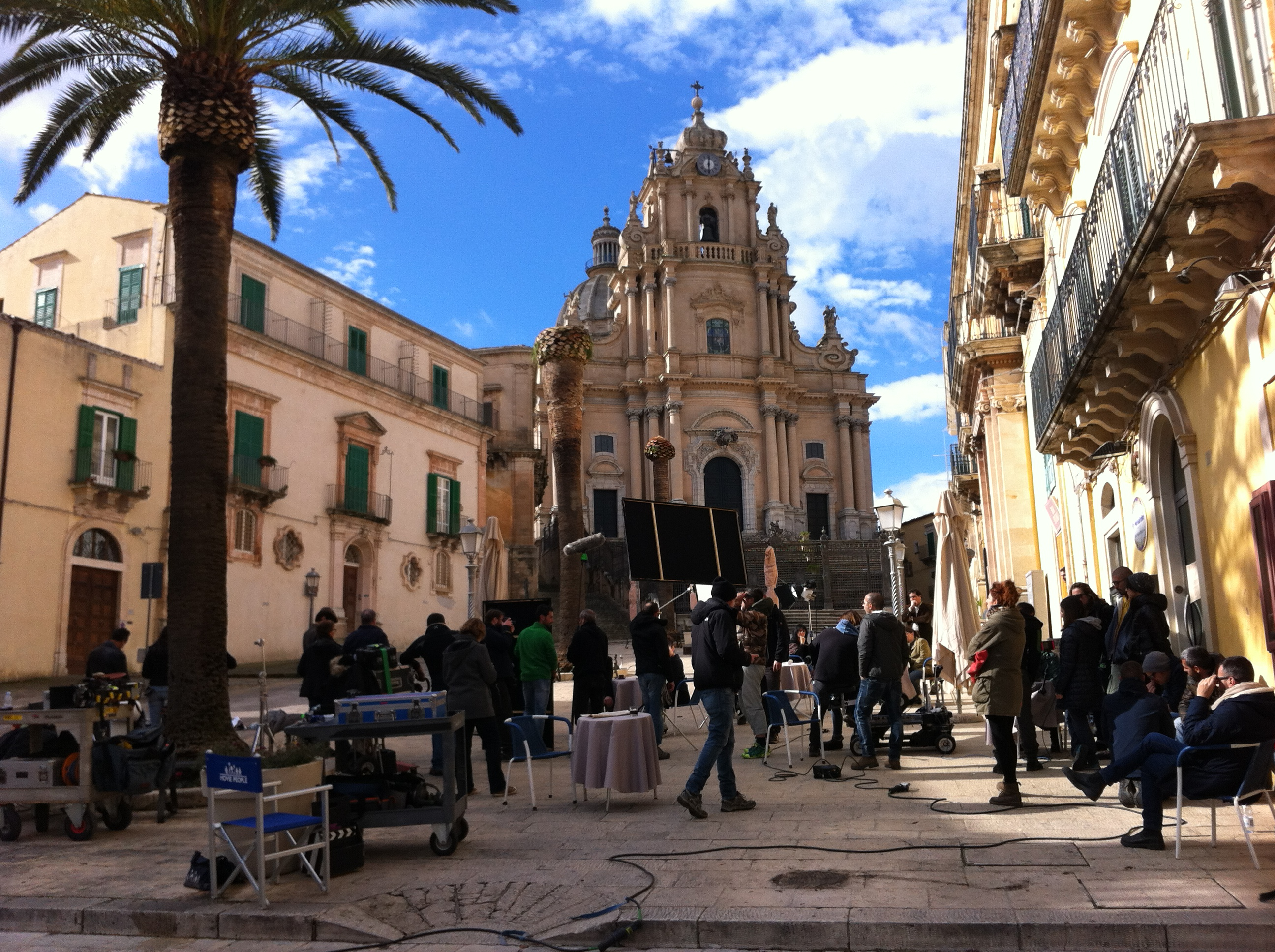
Set inerente alle riprese della seconda stagione a Ragusa Ibla

Il giovane Montalbano è prodotto da Rai Fiction e da Palomar, entrambe già dietro alla serie madre Il commissario Montalbano. Questo prequel ha come oggetto le esperienze e le indagini vissute da Salvo Montalbano in giovane età, periodo in cui ha incominciato a diventare il personaggio che il pubblico ha poi conosciuto. In questi anni Montalbano inizia a capire di chi fidarsi e da chi guardarsi le spalle e inizia a capire come rapportarsi con la mentalità criminale della sua terra. Viene inoltre sviluppato il rapporto fra il commissario e il padre, il suo primo amore e l'incontro con la storica fidanzata Livia.
Come la serie originaria, anche il prequel è stato girato in Sicilia, in particolare a Siracusa e Agrigento, oltre ai luoghi che già fanno da sfondo alla serie maggiore (Noto, Punta Secca, Ragusa Ibla, Scicli e Vittoria). Rispetto alla serie madre i dialoghi sono caratterizzati da un più marcato uso della lingua siciliana, similmente con quanto avviene nei romanzi di Camilleri.
Ancora prima della messa in onda in Italia, la serie ha avuto richieste di acquisto dal mercato estero. Nell'aprile del 2012, al termine della messa in onda della prima stagione, il produttore Carlo Degli Esposti ha confermato la produzione di una seconda stagione della serie, in onda in patria sul finire del 2015.

### Cast
Il protagonista Michele Riondino ha avuto il ruolo su proposta del produttore Carlo Degli Esposti. L'attore non aveva seguito la serie originaria e ha accettato il ruolo solo dopo aver parlato col regista Gianluca Maria Tavarelli e con Luca Zingaretti, interprete del personaggio in età adulta, per convincersi della bontà del progetto. Riondino era già un lettore e fan delle opere di Andrea Camilleri, creatore di Montalbano, e proprio lo scrittore l'ha aiutato nell'opera di ricostruzione del passato del personaggio.
L'attore ha descritto il giovane Salvo Montalbano come «introverso, timido, riservato, anche un po' insolente nel rapporto con gli altri, forse per mascherare le sue debolezze. A volte abusa un po' del suo ruolo, ma solo per darsi un tono. Odia le gerarchie, ma fa parte della piramide. Insomma, vive un po' in contraddizione», aggiungendo che «i tratti dell'età adulta li troverete tutti, ma acuiti dalla giovinezza. Ribelle con i superiori, di cui detesta l'arroganza, con i suoi sottoposti non è meglio. Come poliziotto già da 10 e lode, ma umanamente appena sufficiente».

## Colonna sonora
I brani che accompagnano i titoli di testa e di coda, rispettivamente Curri, curri e Vuci mia cantannu, sono di Andrea Guerra e interpretati in lingua siciliana da Olivia Sellerio che nella seconda stagione è anche autrice e interprete di sei canzoni originali, anch'esse in siciliano, inserite all'interno degli episodi.